# Petras Čėsna
Petras Povilas Čėsna (ur. 20 lutego 1945 w Rosieniach) – litewski inżynier, przedsiębiorca, polityk, minister gospodarki w latach 2001–2004, minister komunikacji w latach 2005–2006.

## Życiorys
W latach 1963–1965 studiował w szkole politechnicznej w Kłajpedzie, a w latach 1967–1972 w instytucie technicznym w Królewcu. W 1977 ukończył studia na Uniwersytecie Wileńskim.
Od 1965 pracował jako nauczyciel w zawodowej szkole technicznej nr 14 w Kłajpedzie, a od 1969 jako elektryk-mechanik w stoczni remontowej. Przez rok był instruktorem komitetu miejskiego Komsomołu w Kłajpedzie. W 1971 został naczelnym inżynierem-mechanikiem w kłajpedzkim kombinacie „Gražina”, a dwa lata później dyrektorem kombinatu „Briedis”. W latach 1976–1980 był zastępcą dyrektora w zjednoczeniu przemysłu meblarskiego „Klaipėda”. W 1980 przeniósł się do Wilna, gdzie objął funkcję zastępcy dyrektora wileńskiego kombinatu meblarskiego. W latach 1985–1990 pracował w resorcie przemysłu meblarskiego i papierniczego Litewskiej SRR jako naczelnik departamentu. Od 1990 do 1991 był dyrektorem wydziału w ministerstwie rezerw materiałowych.
Od 1991 pełnił funkcję prezesa w spółce „Lata”, a w latach 1992–1998 dyrektora generalnego w wileńskim przedsiębiorstwie „Medienos plaušas”. W 1998 objął stanowisko dyrektora generalnego wileńskiego kombinatu meblarskiego.
12 lipca 2001 został ministrem gospodarki w rządzie Algirdasa Brazauskasa. W kolejnym gabinecie pod kierownictwem tegoż premiera, który utworzono w grudniu 2004, stracił stanowisko na rzecz Viktora Uspaskicha. W latach 2004–2005 pracował jako doradca w spółce „Baldora”. 10 czerwca 2005 powrócił do pracy w rządzie, obejmując kierownictwo resortu komunikacji. Odszedł z ministerstwa wraz z dymisją rządu w lipcu 2006.
Przez kilka lat był wiceprezydentem Litewskiej Konfederacji Przemysłowców oraz prezesem stowarzyszenia „Lietuvos mediena”.
W 2001 dołączył do Litewskiej Partii Socjaldemokratycznej, z ramienia której bez powodzenia ubiegał się o mandat poselski w wyborach do Sejmu w 2008.